# キ64 (航空機)
川崎 キ64
- 用途：戦闘機
- 分類：重戦闘機
- 設計者：土井武夫
- 製造者：川崎航空機
- 運用者：日本陸軍
- 初飛行：1943年12月
- 生産数：1機
- 運用状況：試作のみ

キ64は、第二次世界大戦（太平洋戦争）中に試作された日本陸軍の戦闘機。開発・製造は川崎航空機、設計主務者は土井武夫技師。エンジン2基の串型配列、二重反転プロペラの採用、翼面蒸気冷却方式の採用など意欲的な機体だったが、テスト中に機体を破損しそのまま終戦を迎えた。

## 概要
1940年（昭和15年）8月に陸軍から出された時速700 kmを出す重戦闘機の要求に従って、川崎で開発されたのがキ-64である。川崎では1939年（昭和14年）頃から液冷式発動機を串型に配置した高速機を研究していたが、これに陸軍が着目しての開発指示だった。当初の予定では1942年（昭和17年）3月に試作1号機を完成させ、12月までに審査を終了させることになっていた。しかし、技術的な問題から開発は難航し、試作機の完成は1943年（昭和18年）になってしまった。
エンジンは、ダイムラー・ベンツDB601Aを国産化したハ40を2基を機首と操縦席直後の胴体中央部に配置し、機首エンジンの減速歯車の中心に胴体部のエンジン軸を通し、それぞれ逆回転する二重反転プロペラを装備するハ201で、合計2,350 hpの出力を確保する予定だった。冷却器は機体外部に露出した物ではなく、翼面蒸気冷却装置を採用した。主翼は高速用LB層流翼（後述の研三も参照）になっていた。航空評論家の小川俊彦によれば当時考えうる限りの斬新なアイディアを積極的に取り入れた機体であり、エンジン開発の面で機体同様の進歩が実現していたら、レシプロ最高速度800 km/hもあるいは可能だったかもしれないと述べている（川崎の社内でも、エンジンをより強力なハ140を2基組み合わせ、2,800 hpまで向上させれば最高速度は750 km/h、非武装時には800 km/hを出すことも可能としていた）。
1943年（昭和18年）12月に初飛行に成功したが、5回目の飛行時にエンジンから火災が発生したため緊急着陸し、胴体と脚部を損傷してしまった。その後、胴体と脚部の修理はなされたものの、さらにエンジンとプロペラの改修が行われることになり、飛行テストは一時中断となった。しかし、戦局の悪化から改修は進まず、テストも中断したまま放置され、そのまま終戦を迎えた。川崎では試作1号機の後、3機を製作する予定としていたが、製作・完成したのは1機だけであった。
結局本機は、設計自体、当時の日本の航空工業の技術水準を超えていた。そもそも本機と重なる時期に、同じく川崎航空機により開発が進められていた高速実験機研三よりも速度性能の目標が高く、要求された性能があまりに高過ぎた。結局は、幻の高性能機に終わってしまった機体であった。
戦後、本機を調査したアメリカ軍は「エンジンをタンデム（串型）に配置している点で日本機中比類ないものであり、その翼面冷却法は、十分にアメリカの設計者たちの興味を引くものである。同機の設計は良好であり、沈頭鋲を用いた機体構造はアメリカ機にくらべて勝るとも劣らないものである」と調査結果を報告している。

## 諸元
出典：野沢正 『日本航空機総集 川崎篇』 158頁
- 全長：11.03 m
- 全幅：13.50 m
- 全高：4.25 m
- 主翼面積：28.00 m2
- 自重：4,050 kg
- 全備重量：5,100 kg
- エンジン：川崎 ハ201（ハ72-11） 液冷・倒立V串型12×2気筒 出力 2,350 hp × 1
- プロペラ：二重反転金属製6翅（前固定3翅・後2段可変ピッチ3翅）
- 最大速度：780 km/h
- 実用上昇限度：12,000 m
- 上昇率：5'30"/5,000 m
- 航続距離：1,000 km
- 武装 20mm機関砲 × 2または4
- 乗員：1名

（データは計算値）
- ※試験飛行時の計測速度：690 km/5,000 m

## 登場作品
アニメ
『荒野のコトブキ飛行隊』
イサオの僚機として執事が搭乗した機体。富嶽製造工場と目される飛行場を奇襲した反イケスカ連合軍を待ち伏せした。レオナ機との空中衝突により撃墜。
ゲーム
『荒野のコトブキ飛行隊 大空のテイクオフガールズ！』
各キャラクターの搭乗可能機体として登場。